# Орден Республіки Гамбія
Орден Республіки Гамбія — найвища державна нагорода Гамбії.
Орден було започатковано 1972 року після здобуття незалежності від Великої Британії з метою нагородження ним громадян за заслуги перед державою.

## Ступені
Орден має п'ять ступенів і медаль.
- Гранд-командор — знак ордена на плечовій стрічці й зірка на лівому боці грудей
- Гранд-офіцер — знак ордена на шийній стрічці й зірка на лівому боці грудей
- Командор — знак ордена на шийній стрічці
- Офіцер — знак ордена на нагрудній стрічці зі срібною квіткою
- Кавалер — знак ордена на нагрудній стрічці
- Медаль

## Опис
Знаком ордена є п'ятикінцевий хрест із роздвоєними хрестами (тип — «хвіст ластівки») білої емалі, накладений на тонкий лавровий вінок вписаний у коло. В центрі круглий медальйон із зображенням золотих перехрещених сокири й мотики (основний елемент державного герба Гамбії) над хвилями у кольорах державного прапора. Медальйон, розташований на верхньому промені хреста, увінчує геральдичний шолом лицаря. Хрест накладений на десятипроменеву зірку.
Зірка ордена п'ятипроменева, що формується з різновеликих двогранних променів, по краях яких один до одного йдуть золоті геральдичні леви. На зірку накладено перевернутий п'ятипроменевий хрест із роздвоєними кінцями білої емалі, накладений на тонкий лавровий вінець, вписаний у коло. В центрі круглий медальйон із зображенням золотих перехрещених сокири й мотики над хвилями в кольорах державного прапора. Медальйон увінчує геральдичний шолом лицаря, розташовуючись між двома верхніми променями хреста.
Стрічка ордена в кольорах державного прапора Гамбії: зелена, синя, червона, а між ними — тонкі білі смуги.
Знаки інших ступенів за своїм оформленням значно простіші.
Знак ступеню офіцера є п'ятипроменевим хрестом з роздвоєними кінцями білої емалі, накладеним на тонкий лавровий вінець, вписаний у коло. В центрі знаку круглий медальйон із хвилеподібним зображенням кольорів державного прапора Гамбії.